# Museo Salar Jung
El Museo Salar Jung es un museo de arte situado en Dar-ul-Shifa, en la orilla sur del río Musi, en el centro histórico de la ciudad de Haiderabad, Telangana, India. Es uno de los museos nacionales más importantes de la India. Originalmente una colección de arte privada de la familia Salar Jung, fue donada a la nación tras la muerte de Salar Jung III, y el museo se inauguró el 16 de diciembre de 1951.
Tiene una extensa colección de esculturas, pinturas, tallas, textiles, manuscritos, cerámicas, objetos metálicos, alfombras, relojes y muebles procedentes de Japón, China, Birmania, Nepal, India, Irán, Egipto, Europa y América del Norte. Es uno de los museos de arte más grandes del mundo.

## Historia

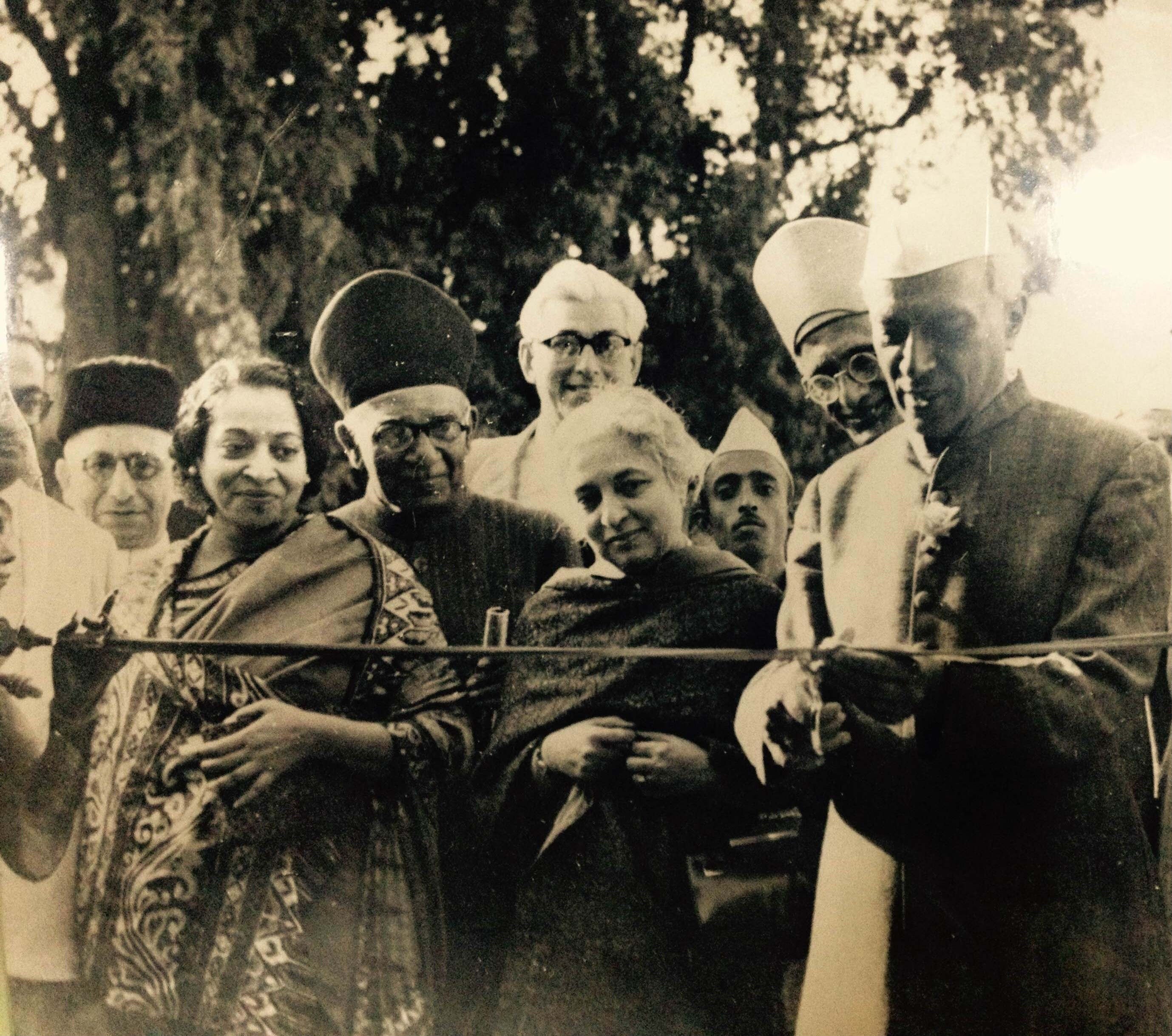
Inauguración del Museo Salar Jung por el primer ministro Jawaharlal Nehru en 1951.

Un noble de la familia Salar Jung de Haiderabad, el nabab Mir Yousuf Ali Khan, Salar Jung III (1889–1949), sirvió como primer ministro de Haiderabad durante el mandato del nizam y dedicó una cantidad sustancial de sus ingresos, durante un periodo de treinta y cinco años, a adquirir objetos de arte procedentes de todo el mundo.
Tras la muerte del nabab en 1949, las colecciones se quedaron en su palacio ancestral, el Dewan Devdi. La colección estaba expuesta antiguamente allí como un museo privado, hasta que el Museo Salar Jung fue inaugurado oficialmente por el primer ministro Jawaharlal Nehru el 16 de diciembre de 1951. Se cree que la colección actual constituye solo la mitad de la colección original de arte recopilada por el nabab, debido a que sus empleados desviaron parte de ella.
En 1968, el museo se trasladó a su ubicación actual en Dar-ul-Shifa, y desde entonces es administrado por una junta de fideicomisarios con el gobernador de Telangana como presidente ex officio, de acuerdo con la Ley del Museo Salar Jung de 1961. Algunos objetos de arte fueron perdidos o robados durante el traslado del museo desde el Dewan Devdi hasta su ubicación actual. En 2003, el museo firmó un memorándum de entendimiento con la Misión Nacional para los Manuscritos y fue reconocido como un centro de conservación de manuscritos. En 2006, se desató un incendio en un auditorio dentro de las instalaciones del museo, pero fue rápidamente extinguido y ninguno de los objetos de arte resultó dañado. Después de este incidente, se mejoraron las instalaciones de protección ante incendios.

## Colecciones

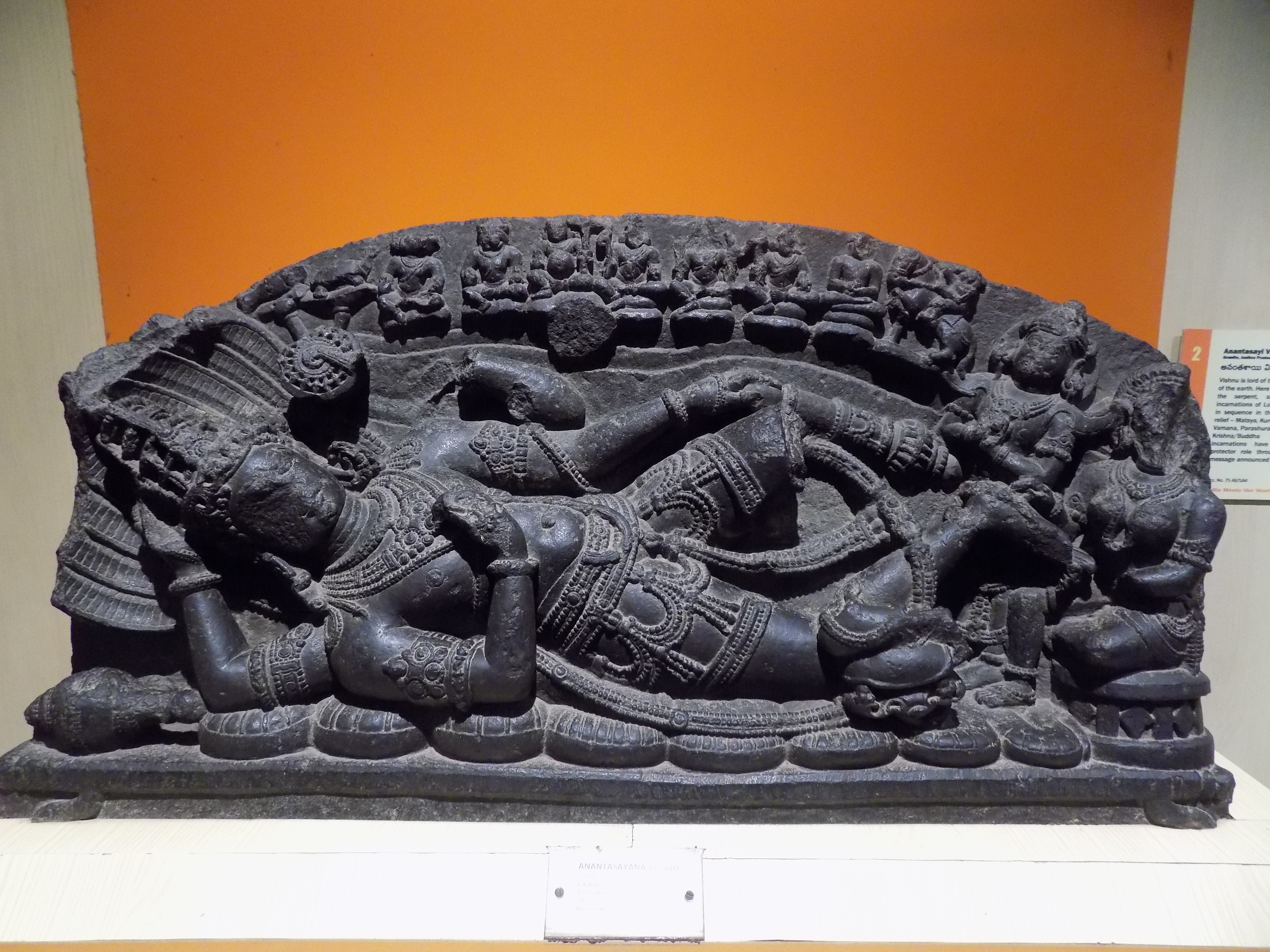
Anantashayana Vishnu en granito, de la época Chola (siglo xi).

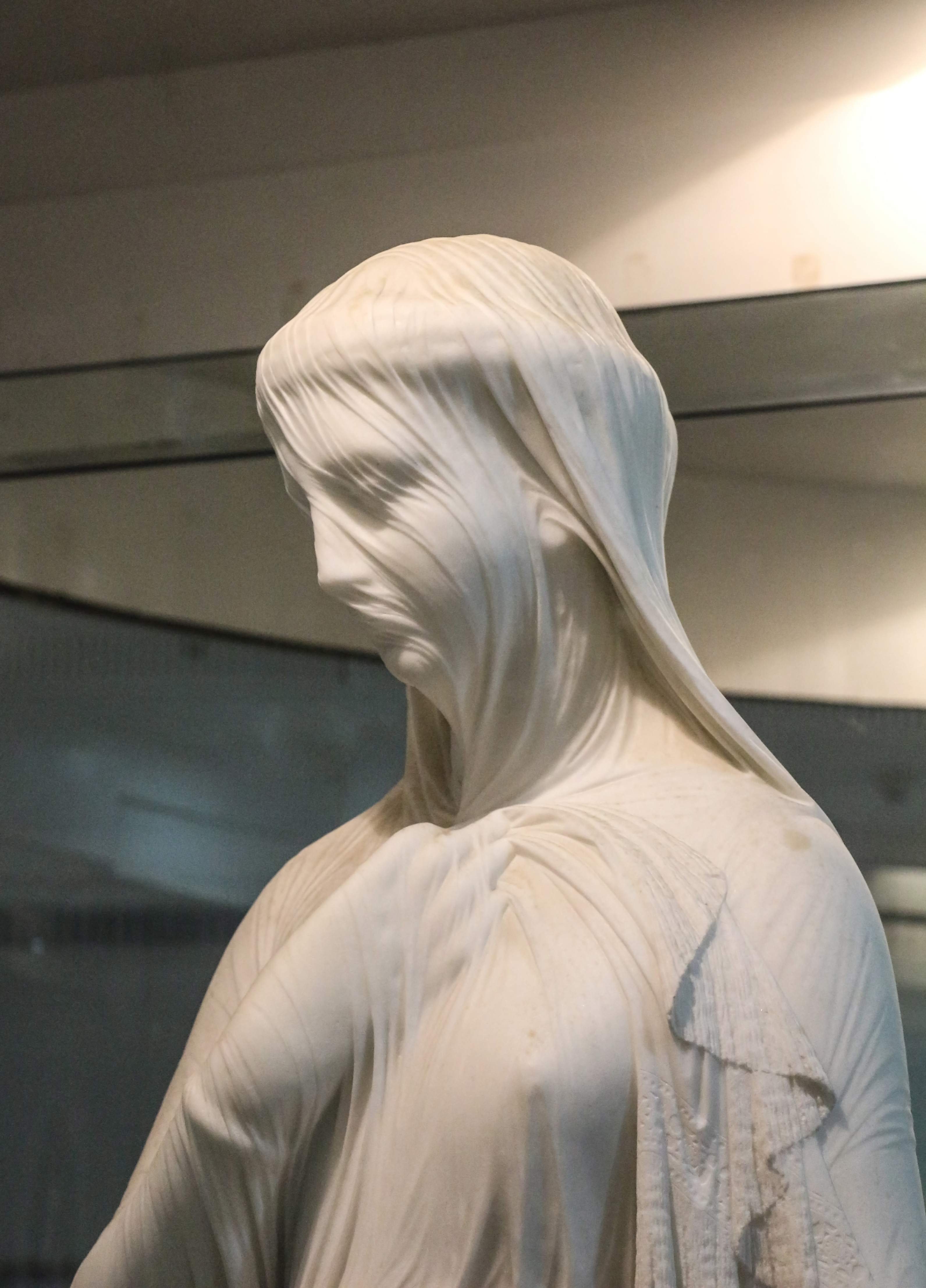
Rebeca con velo en mármol, de Giovanni Maria Benzoni (1863).

### India
La Galería del Fundador alberga retratos de Salar Jung III y de otros miembros de la familia Salar Jung. La colección india incluye dagas de jade de Jahangir, Nur Jehan y Sha Jahan; y armas que pertenecieron a Aurangzeb, el sultán Tipu, Muhammad Shah, Bahadur Shah y Abul Hasan Qutb Shah. Asimismo, están expuestas miniaturas indias de las escuelas mogol, rayastaní, de Thanjavur y de Decán, así como esculturas indias de las épocas Gandhara y Chola. El museo también tiene una colección de obras de arte indias modernas de la escuela de Bengala. Están expuestas obras de Raja Ravi Varma, Abdur Rahman Chughtai, Maqbool Fida Husain, K. K. Hebbar, Rabindranath Tagore, Abanidranath Tagore y Nandalal Bose, entre otros.

### Occidental
En 1876, en un viaje a Francia, Salar Jung I adquirió la singular «escultura doble» Mefistófeles y Margarita. También viajó a Roma, donde compró una estatua de mármol llamada Rebeca con velo. La familia Salar Jung tenía una historia como coleccionistas de arte, y eventualmente la colección reunida por Salar Jung I, Salar Jung II y Salar Jung III terminó en el Museo Salar Jung. En él está expuesto arte europeo de las escuelas británica, francesa e italiana. Entre los artistas notables cuyas obras están expuestas se encuentran Canaletto, William-Adolphe Bouguereau y Francesco Hayez. La colección de muebles incluye piezas de la época de Luis XIV y Napoleón. Salar Jung III reunió unos 43 000 objetos y 50 000 libros y manuscritos, de los cuales solo unos pocos están expuestos en el museo actual.

### Oriental
La colección oriental alberga obras de arte japonesas, objetos de porcelana, espadas de samurái y esculturas procedentes de China, Japón, el Tíbet y Birmania.

### Colecciones del Corán

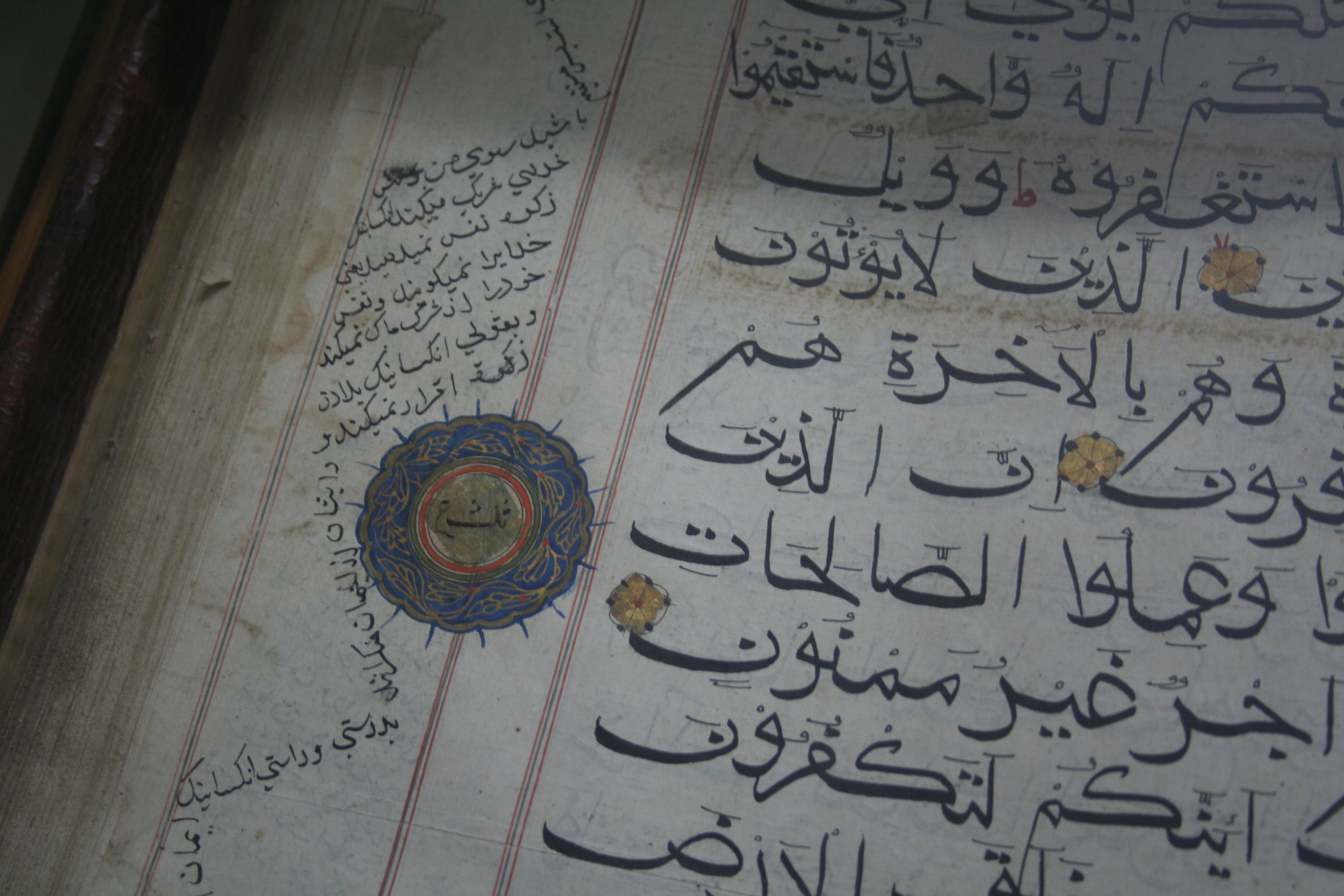
Caligrafía árabe del Corán.

El museo también cuenta con una importante colección coránica, con piezas procedentes de todo el mundo con diferentes tipografías y diseños, llamada «El Corán escrito con oro y plata». El museo tiene más colecciones de libros religiosos, además del Corán.

### Relojes
En la sala de relojes hay una gran variedad de relojes, desde relojes de sol antiguos con forma de obelisco hasta grandes relojes modernos del siglo xx, pasando por relojes en miniatura que necesitan una lupa para ser vistos de cerca y relojes de abuelo señoriales procedentes de países como Francia, Alemania, Italia, Suiza y el Reino Unido, incluido el reloj musical que Salar Jung compró a los relojeros británicos Cooke and Kelvey. Entre estos relojes también se encuentran relojes de jaula, relojes bracket, relojes de abuelo, relojes de esqueleto, etc. El museo también tiene ejemplos de relojes de la época de Luis XV, Luis XVI y Napoleón I de Francia.

### Monedas
El museo cuenta con una colección de unas seiscientas monedas de plata, cobre y plomo que datan desde el Imperio vijayanagara hasta el sultanato bahmaní, el Imperio mogol y la India moderna. Algunas monedas tienen 2300 años de antigüedad. También se conservan algunas monedas punzonadas de la dinastía Kushán.

## Instalaciones

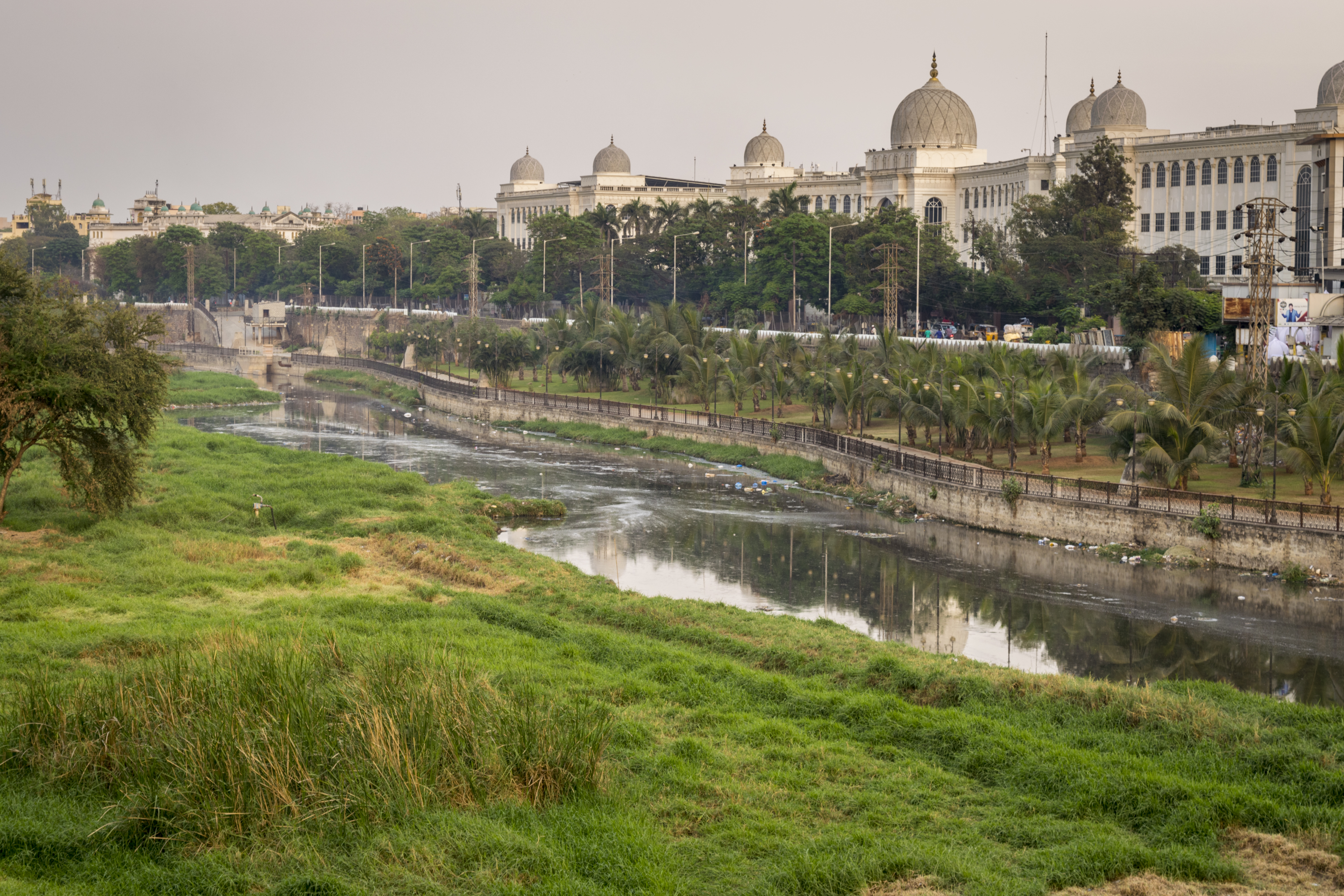
Vista del Museo Salar Jung y el río Musi.

El edificio del museo, con forma semicircular y treinta y ocho galerías distribuidas en dos plantas, exhibe solo parte de la colección original. La planta baja tiene veinte galerías y la primera planta dieciocho galerías. Las exposiciones sobre temas diferentes están expuestas en galerías diferentes. Todas las galerías son de gran tamaño y tienen muchos objetos expuestos, incluidos algunos que datan del siglo iv. Hay proyectos para la creación de una nueva galería islámica, donde se expondrán objetos islámicos y manuscritos del Corán. Además de las galerías, el museo tiene una biblioteca, una sala de lectura, una sección de publicaciones y educación, un laboratorio de conservación química, una cafetería, etc.